# Renaissance FC
El Renaissance FC és un club de futbol de la ciutat de N'Djamena, Txad.
Va ser fundat el 1954. Els seus colors són el vermell i el verd.

## Palmarès
- Lliga txadiana de futbol: [3]

1989, 2002, 2003, 2004, 2005, 2006, 2007
- Copa txadiana de futbol: [4]

1990, 1996
- Copa de la Lliga de N'Djaména de futbol: [4]

2011, 2013
- Supercopa txadiana de futbol:

2011